# خدا مرده‌است
«خدا مرده است» (آلمانی: ؛ همچنین شناخته‌شده به مرگ خداوند) جمله مشهور و به‌شدت نقل قول شده و گاهی بد تفسیر شدهٔ فیلسوف آلمانی، فریدریش نیچه است. این جمله اولین بار در کتاب حکمت شادان وی در بخش ۱۰۸ (کشمکش‌های تازه) ٫ بخش ۱۲۵ (دیوانه) و برای بار سوم در بخش ۳۴۳ (مفهوم خوشیِ ما) نمایان شد. همچنین این جمله را می‌توان در اثر کلاسیک وی، چنین گفت زرتشت نیز پیدا کرد که بیشترین تأثیر را در شهرت این عبارت داشته است.
این اندیشه در بخش «دیوانه» کتابِ دانش طربناک بدین‌گونه بیان می‌شود:
خدا مرده است. خدا مرده باقی می‌مانَد و ما او را کشته‌ایم. چگونه خود را تسلی خواهیم داد، جنایتکاران تمامِ جنایتکاران را؟ آنچه مقدس‌ترین و مقتدرترین چیز بود که تاکنون جهان به خود دیده است، بر اثر خون‌ریزی بسیار حاصل از چاقوهای ما مرده است. چه کسی ما را از این خون پاک خواهد کرد؟ چه آبی برای ما موجود است تا خود را بشوییم؟ چه اعیادی بهر کفاره، چه مناسک مقدسی را از خود ابداع خواهیم کرد؟ آیا عظمت این عمل بیش از اندازه برای ما عظیم نیست؟ آیا نبایستی تنها خود خدایانی دیگر شویم تا شایسته این کار باشیم؟

## تفسیر
عبارت «خدا مرده است» به این معنا نیست که نیچه به خدایی واقعی اعتقاد داشته، یا به عبارت لفظی در ابتدا وجود داشته است و بعداً مرده؛ بلکه انتقال‌دهنده این دیدگاه است که خدای مسیحیت دیگر منبع معتبری از اصولِ مطلق اخلاقی به‌شمار نمی‌رود. نیچه بحرانی را که مرگ خدا برای فرضیات اخلاقی موجود ایجاد می‌کند، تشخیص داده است: «وقتی فرد ایمان مسیحی را رها می‌کند، حقانیت اخلاق مسیحی را نیز از خود سلب می‌کند؛ این اخلاق به هیچ وجه خود-آشکار نیست… با فرو شکستن یک مفهوم بنیادین در درون مسیحیت یعنی ایمان به خدا، شخص تمام آن را در هم می‌شکند؛ هیچ چیز الزام‌آور دیگری در دستان او باقی نمی‌ماند.»
از همین رو است که در «دیوانه» که در آغاز به خداناباوران اشاره دارد، مسئله اصلی نگاهداشت هر گونه سیستم ارزشی، در نبود انتظام و دستگاه ارزشی الهی است.
«مرگ خدا» شیوه‌ای است برای بیان این مفهوم که بشر دیگر نمی‌تواند به چنین نظام‌های کیهانی‌ای اعتقاد داشته باشد، چرا که دیگر آن را به رسمیت نمی‌شناسد. نیچه بیان می‌کند که مرگ خدا نه تنها منجر به انکار ایمان به یک نظام کیهانی می‌شود، بلکه انکار ارزش‌های مطلق حاصل از آن را نیز در پی خواهد داشت؛ یعنی پس زدن ایمان و اعتقاد به یک قانون اخلاقی بیرونی (غیرشخصی) و جهان‌شمول که برای همه الزام‌آور باشد. در این حالت، فقدان یک بنیان مستحکم و مطلق برای اخلاق، منجر به نیهیلیسم (هیچ‌انگاری) می‌شود. پوچگرایی همان چیزی است نیچه در پی راه‌حلی برای آن است، آن هم بر اساس ارزیابی دوباره ارزش‌های بشری. این کار برای نیچه بدان معنا است که به دنبال بنیان‌های عمیق‌تر از آنچه ارزش‌های مسیحی و ادیان عرضه می‌کند، باشیم. یکی از بنیان‌هایی که او بدان دست می‌یابد، «ارادهٔ قدرت» است که نیچه آن را به عنوان «جوهره حقیقت» تعریف می‌کند.
نیچه معتقد است اکثریت مردم این مرگ را به دور از عمیق‌ترین ترس‌ها و اضطراب‌ها به رسمیت نمی‌شناسند. بدین‌گونه وقتی این مرگ به‌طوری گسترده می‌خواهد تشخیص داده شود و مورد تأیید همگانی قرار بگیرد، مردم دچار یاس می‌شوند و نیهیلیسم به‌طور فزاینده‌ای گسترش پیدا می‌کند. تا حدودی به همین دلیل است که نیچه مسیحیت را پوچ گرایانه می‌داند.

## صدای نیچه
هر چند نیچه عبارت «خدا مرده است» را در کتاب دانش طربناک از دهان یک «دیوانه» بیان می‌کند، اما از زبان خود نیز این عبارت را در بخش‌های ۱۰۸ و ۳۴۳ همان کتاب به کار می‌گیرد. در بخش دیوانه، مردی توصیف می‌شود که به سوی بازار می‌دود، در حالی که فریاد می‌زد: «من خدا را جستجو می‌کنم! من خدا را جستجو می‌کنم!» اما او تنها باعث خنده و سرگرمی دیگران می‌شود و کسی به او توجه نمی‌کند. دیگران به استهزاء پاسخ می‌دهند که شاید به سفرِ دریا رفته باشد، و راه خویش را همچون یک کودک گم کرده؟ شاید از ما (بی‌اعتقادها) می‌ترسد و خود را پنهان می‌کند؟ - خنده‌های بیشتر. دیوانه، عاجز و ناتوان، فانوس خود را بر زمین می‌زند و فریاد می‌کشد: «خدا مرده است، و ما او را کشته‌ایم، من و شما!» «اما من خیلی زود آمده‌ام» او فوراً متوجه می‌شود کسانی که تا یک دقیقه پیش به طعن و استهزاء او مشغول بودند، با شگفتی به او خیره شده‌اند: مردم هنوز نمی‌توانند بفهمند که خدا را کشته‌اند. او ادامه می‌دهد:
این واقعهٔ بهت‌آور هنوز فرانرسیده است، هنوز در حرکت است، هنور به گوش انسان‌ها نرسیده است. رعد و برق نیازمند زمان است، نور ستارگان نیازمند زمان است، اعمالی که گر چه انجام گرفته‌اند، اما هنوز نیازمند زمان‌اند تا دیده و شنیده شوند. این عمل هنوز از آنان دور از دورترین ستارگان است – اما با وجود این، آنان خود انجامش داده‌اند.
پیش از آن، در همان کتاب (بخش ۱۰۸)، نیچه می‌نویسد:
خدا مرده است؛ اما با توجه به مرام بشر، ممکن است برای هزاران سال غارهایی وجود داشته باشد که سایه او در آن‌ها نمایش داده شود و ما- ما هنوز باید سایه او را نیز محو کنیم.
شخصیت اول کتاب چنین گفت زرتشت نیز این عبارت را پس از دیدار با قلندری که هر روز نغمه سرایی می‌کند و زندگانی را در بزرگداشت و تحمید خدای خویش به سر می‌برد، با خود بیان می‌کند:
«و این قدیس در این جنگل چه می‌کند؟» زرتشت پرسید. قدیس پاسخ داد «من نغمه‌ها می‌سازم و آن‌ها را می‌سرایم؛ و آنگاه که نغمه‌ها می‌سرایم، می‌خندم و می‌گریم و زمزمه می‌کنم: و بدین‌گونه خدا را ستایش می‌کنم. با نغمه‌سرایی، خندیدن، گریستن و زمزمه کردن خداوند را که خدای من است، ستایش می‌کنم. اما تو برای ما چه رهاورد آورده‌ای؟» آنگاه که زرتشت این سخنان را شنید، با قدیس وداع کرد و گفت «چه می‌توانم بهر تو آورده باشم؟ لیک اجازه بده هر چه زودتر بروم، مبادا چیزی از تو بگیرم!» و بدین‌گونه آنان از یکدیگر جدا شدند، آن سالخورده و آن مرد، در حالی که همچون دو پسربچه می‌خندیدند. اما آنگاه که زرتشت تنها شد، اینگونه با خویش گفت که «مگر می‌شود؟ این قدیس در این جنگل چیزی از این نشنیده که خدا مرده است.»
افزون بر این، زرتشت بعداً نه تنها به مرگ خدا اشاره می‌کند، بلکه می‌گوید «همه خدایان مرده‌اند». تنها یک سیستم اخلاقی نیست که مرده است، بلکه تمام آن‌ها چنین گشته‌اند تا «ابرمرد»، انسان جدید، جایگزین آن‌ها شود.

همه‌ی خدایان مرده‌اند؛ ما هم‌اکنون خواهان زیستن ابرمرد هستیم.

## نیچه و هایدگر
مارتین هایدگر این بخش از فلسفه نیچه را با در نظر گرفتن آن به عنوان مرگ متافیزیک فهمیده است. از این منظر، سخنان نیچه تنها به این شکل قابل فهم است که اشاره به دیدگاه الهیاتی یا انسان‌شناسانه خاصی نداشته باشد، بلکه فی نفسه به پایان فلسفه نظر داشته باشد. در کلام هایدگر، فلسفه به عنوان متافیزیک به حداکثر توان بالقوه خود دست یافته است و سخنان نیچه هشداری است دربارهٔ فرو شکستگی آن و هر جهان‌بینی متافیزیکی دیگر. هایدگر گوشزد می‌کند که اگر خدا مرده است، به آغاز آن که همان انجام آن بود، بازمی‌گردد. (سرنوشت)

## نیچه و دیگران
پل تیلیش (Paul Tillich) و ریشارد شاخت (Richard Schacht) تحت تأثیر نیچه، به‌خصوص عبارت «خدا مرده است»، قرار داشتند.
تامس جی. جی آلتایزر (Thomas J.J. Altizer) یکی از الهیون «مرگ خدا» ("Death of God") می‌نویسد که تنها مسیحی‌ها می‌توانند آتئیست (خداناباور: atheists) واقعی باشند و مرگ خدا را جار بزنند. وی می‌نویسد که بین «خدا نیست» (There is no God) و «خدا مرده است» (God is Dead) تفاوت وجود دارد.
ویلیام همیلتون (الهیدان) دربارهٔ نظرگاه نیچه اینگونه می‌نویسد که:
آلتایزر در حل مسئله مرگ خدا، زبان عرفانی را به زبان اخلاقی ترجیح می‌دهد؛ و آنچنان که خود تشریح می‌کند، مسیر کار را از کفرآمیز به قدسی طراحی کرده است. هر چند ترکیب کی‌یرکگور و الیاده توسط آلتایزر خوانش مضطرب و مغلقی را عرضه می‌کند، اما موضع او در پایان به نسبت ساده‌تر است. در اینجا خلاصه‌ای از اهمّ دیدگاه‌های او را بیان می‌کنیم: اگر الهیات هم‌اکنون می‌بایست شیوه پرسش و پاسخ را بپذیرد، به تبع آن، می‌بایستی معنی تامّ آری گفتن و نه گفتن را نیز بیاموزد؛ باید احتمال یک آری را که می‌تواند یک نه بشود یا یک نه را که می‌تواند آری بشود، درک کند. کوتاه سخن آنکه باید به یک پرسش و پاسخ با ضریب احتمال پنجاه-پنجاه نظر داشته باشد. . بگذارید الهیات شاد باشد از آنکه ایمان بار دیگر «رسوایی» به بار آورده است. نه فقط یک رسوایی اخلاقی و توهینی به غرور و پرهیزگاری انسان، بلکه بسیار عمیقتر از آن، رسوایی وجودی؛ چرا که یک ایمان آخرت‌شناسانه در تضادی آشکار با عمیق‌ترین واقعیتی که آن را با عنوان تاریخ و کیهان می‌شناسیم، قرار دارد. از طریق بازگشت جاودانه نیچه می‌توانیم آن آزادسازیِ وجدآمیز را که با نابود کردن ماوراءالطبیعه حاصل می‌شود، درک کنیم. … با توجه به تصویری که نیچه از مسیح ارائه می‌دهد، الهیات می‌بایست از قدرت یک ایمان آخرت‌شناسانه که می‌تواند مؤمن را از آنچه توسط ادراک معاصر به عنوان واقعیت گریزناپذیر تاریخ شناخته می‌شود، آزاد سازد. اما این آزادسازی در نهایت می‌بایست به وسیله تصدیق به مرحله عمل در آید.